# المخيم (بكيل المير)

تعديل مصدري - تعديل

المخيم هي إحدى قرى عزلة العطن بمديرية بكيل المير التابعة لمحافظة حجة، بلغ تعداد سكانها 485 نسمة حسب تعداد اليمن لعام 2004.